# His Fireman's Conscience
His Fireman's Conscience è un cortometraggio muto del 1914 diretto da Anthony O'Sullivan. Viene considerato perduto.

## Produzione
Il film fu prodotto dalla Biograph Company.

## Distribuzione
Distribuito dalla General Film Company, il film - un cortometraggio in una bobina - uscì nelle sale cinematografiche statunitensi il 26 gennaio 1914.
Non si conoscono copie ancora esistenti della pellicola che viene considerata presumibilmente perduta.